# Anaplasmose
Anaplasmose ou tristeza parasitária bovina é uma doença dos ruminantes, causada por uma bactéria, do gênero Anaplasma. Esse organismo contamina as hemácias e é transmitida naturalmente por espécies de carrapatos. Também pode ser transmitida iatrogenicamente por meio de cirurgias, castração, retirada de chifres e instrumentos de tatuagem e agulhas que não são desinfectadas antes do uso.
Embora o termo seja usado para descrever a anaplasmose bovina, ela também é descrita como uma infecção humana.